# Comuna Zerind, Arad
Zerind (în maghiară: Nagyzerénd) este o comună în județul Arad, Crișana, România, formată din satele Iermata Neagră și Zerind (reședința).

## Demografie
Componența etnică a comunei Zerind
     Maghiari (80,06%)
     Români (12,86%)
     Romi (2,93%)
     Alte etnii (0,15%)
     Necunoscută (4%)
Componența confesională a comunei Zerind
     Reformați (73,6%)
     Ortodocși (12,24%)
     Romano-catolici (5,39%)
     Penticostali (1,23%)
     Adventiști (1,15%)
     Alte religii (2,08%)
     Necunoscută (4,31%)
Conform recensământului efectuat în 2021, populația comunei Zerind se ridică la 1.299 de locuitori, în scădere față de recensământul anterior din 2011, când fuseseră înregistrați 1.320 de locuitori. Majoritatea locuitorilor sunt maghiari (80,06%), cu minorități de români (12,86%) și romi (2,93%), iar pentru 4% nu se cunoaște apartenența etnică. Din punct de vedere confesional, majoritatea locuitorilor sunt reformați (73,6%), cu minorități de ortodocși (12,24%), romano-catolici (5,39%), penticostali (1,23%) și adventiști (1,15%), iar pentru 4,31% nu se cunoaște apartenența confesională.

## Politică și administrație
Comuna Zerind este administrată de un primar și un consiliu local compus din 9 consilieri. Primarul, Alexandru Simandi[*], de la Partidul Național Liberal, este în funcție din 2004. Începând cu alegerile locale din 2024, consiliul local are următoarea componență pe partide politice:
|  | Partid                                 | Consilieri | Componența Consiliului | Componența Consiliului | Componența Consiliului | Componența Consiliului | Componența Consiliului | Componența Consiliului |
|  | -------------------------------------- | ---------- | ---------------------- | ---------------------- | ---------------------- | ---------------------- | ---------------------- | ---------------------- |
|  | Partidul Național Liberal              | 6          |                        |                        |                        |                        |                        |                        |
|  | Uniunea Democrată Maghiară din România | 3          |                        |                        |                        |                        |                        |                        |

## Atracții turistice
- Biserica reformată din satul Iermata Neagră, construită în anul 1799, monument istoric
- Biseria reformată din satul Zerind
- Câmpia Crișului Alb și Crișului Negru (arie de protecție specială avifaunistică)